# JavaScript Style Sheets
JavaScript Style Sheets (JSSS, en español hojas de estilo de JavaScript) fue un lenguaje de hoja de estilos propuesto por Netscape Communications Corporation en 1996 para facilitar la presentación de páginas web. Fue una alternativa a las hojas de estilo en cascada. Aunque Netscape envió la propuesta al W3C, la tecnología nunca fue aceptada como un estándar formal y nunca ganó mucha aceptación en el mercado. Solo Netscape Communicator 4 dio soporte a JSSS, mientras que Internet Explorer escogió no implementarlo. Después del lanzamiento de Netscape Communicator en 1997, Netscape detuvo la promoción de JSSS, centrándose en el soporte a CSS, que también era soportado por Internet Explorer y tenía mucha aceptación en la industria. La actualización de Netscape Communicator, Netscape 6, lanzada en 2000, eliminó el soporte para JSSS. Ha sido relegado a poco más que una nota histórica, y muchos desarrolladores web ignoran su existencia. La propuesta del estándar nunca fue finalizada.
Usando código JavaScript como una hoja de estilos, los estilos JSSS funcionaban modificando las propiedades del objeto document.tags. Por ejemplo, el CSS siguiente:
```
 
h1
 
{
 
font-size
:
 
20
pt
;
 
}

```

Es equivalente a este JSSS:
```
 
document
.
tags
.
H1
.
fontSize
 
=
 
"20pt"
;

```

Los nombres de JSSS eran sensibles a mayúsculas.
JSSS ignora muchos de los selectores CSS, soportando solo el nombre de la etiqueta, los selectores class, e id. Por otro lado, para escribir las hojas de estilo se usa un completo lenguaje de programación, las hojas de estilo pueden incluir calclos dinámicos y muy complejos y procesamiento de condicionales. En la práctica, como sea, esto puede ser logrado usando JavaScript estándar y CSS modificando las hojas de estilo durante la ejecución.

## Ejemplo
El ejemplo siguiente muestra una hoja de estilos JavaScript sencilla:
```
<
style
 
type
=
"text/javascript"
>

tags
.
H1
.
color
 
=
 
"blue"
;

tags
.
p
.
fontSize
 
=
 
"14pt"
;

with
 
(
tags
.
H3
)
 
{

    
color
 
=
 
"green"
;

}

with
 
(
tags
.
H2
)
 
{

    
color
 
=
 
"red"
;

    
fontSize
 
=
 
"16pt"
;

    
marginTop
 
=
 
"2cm"
;

}

</
style
>

```

Similar a las CSS, JSSS puede ser usado en una etiqueta <style>.

## Soporte por navegadores
Javascript Style Sheets solo fueron soportadas por Netscape 4.x (4.0–4.8) pero no versiones más nuevas. Ningún otro navegador web ha implementado JSSS.